# Famille de Charpin-Feugerolles
 (juillet 2025).
Motif : un seul membre notoire et manque de sources centrées
- Archive Wikiwix
- Bing
- Cairn
- DuckDuckGo
- E. Universalis
- Gallica
- Google
- G. Books
- G. News
- G. Scholar
- Persée
- Qwant
- (zh) Baidu
- (ru) Yandex
- (wd) trouver des œuvres sur Wikidata

| 1. | Préciser le motif de la pose du bandeau. | Précisez le motif de la pose du bandeau en utilisant la syntaxe suivante : {{admissibilité à vérifier\|date=juillet 2025\|motif=remplacez ce texte par le motif}}                                   |
| 2. | Informer les utilisateurs concernés.     | Pensez à avertir le créateur de l'article, par exemple, en insérant le code ci-dessous sur sa page de discussion : {{subst:avertissement admissibilité à vérifier\|Famille de Charpin-Feugerolles}} |

La famille de Charpin-Feugerolles, anciennement Charpin, est une famille subsistante de la noblesse française, originaire du Forez. 
Elle compte parmi ses membres un évêque de Limoges en la personne d'Antoine de Charpin de Genétines (1669-1739), un membre de l'assemblée provinciale du Lyonnais, député de la noblesse de Saint-Etienne en la personne de Jean Baptiste Michel de Charpin (vers 1726 - 1792) et un député sous le Second Empire en la personne d'Hippolyte de Charpin-Feugerolles (1816-1894).

## Histoire
La famille Charpin est connue dès le XIVe siècle dans la petite ville de Saint Symphorien-le-Chatel, en Forez, à laquelle elle a donné plusieurs notaires. 
Gustave Chaix d'Est-Ange indique qu'elle revendique une origine commune avec une famille du même nom qui au Moyen-Age appartenait à la noblesse de la même région. Il ajoute qu'une généalogie conservée dans le cabinet d'Hozier fait remonter la filiation de cette famille à Pierre Charpin, licencié en droit civil et canon, notaire à Saint Symphorien, qui fut anobli avec son fils Jean par lettres de 1446 et que des travaux contemporains font de Pierre Charpin le fils d'un Barthélemy Charpin, notaire royal à Saint-Symphorien, mentionné dans des actes de 1384 et de 1391.
Jean Charpin, fils de Pierre, succéda à son père comme notaire royal à Saint-Symphorien et fut plus tard juge du comté de Forez. Il laissa trois fils dont le plus jeune, Barthélemy Charpin, bachelier ès-lois, fut chanoine de Reims et de Saint-Paul de Lyon et maître d'hôtel de l'archevêque de Reims.
Les deux aînés, Pierre et Simon Charpin, ayant été inquiétés par les habitants de Saint-Symphorien dans l'exercice de leurs privilèges nobiliaires, durent se faire maintenir dans leur noblesse et exempter de la taille par arrêt du 10 septembre 1478. Ces deux frères furent les auteurs de deux grandes branches dont les représentants furent maintenus dans leur noblesse le 27 octobre 1667.
Régis Valette dans son Catalogue de la noblesse française (2007) indique que la famille de Charpin-Feugerolles est anoblie en 1446 et subsistante.

### Branche aînée (subsistante)
L'auteur de la branche aînée, noble homme Pierre Charpin, damoiseau du lieu de Saint-Symphorien-le-Chàtel, marié en 1487 à Gabrielle de Lemps, fait son testament le 17 août 1500. Son fils Jean Charpin, damoiseau, seigneur de Montellier, épouse en 1522 noble Anthoine Rostaing, dame de la Forest et continue la descendance.
Son descendant Hector de Charpin, chevalier, seigneur de Souzy et de Feugerolles, épouse en 1676 Catherine-Angélique Capponi, dame de Feugerolles (morte en 1686) qui demande dans son testament que ses enfants relèvent le nom et les armes de la famille de Capponi de Feugerolles. Depuis cette époque, le chef de cette branche est connu sous le titre de courtoisie de comte de Feugerolles. Cette branche subsiste.

### Branche cadette (éteinte)
L'auteur de la seconde branche, Simon Charpin, écuyer, épouse en 1479 Germaine de la Forge, héritière de la seigneurie de Génetines. Il a pour fils noble Gaspard Charpin, seigneur de Génetines, lieutenant de robe courte du bailli de Forez en 1546, grand-père de noble Romée-François Charpin, écuyer, seigneur de Génetines, qui épouse en 1557 Gilberte de Veyny d'Arbouse, et bisaïeul de noble Michel Charpin, écuyer, seigneur de Génetines, qui épouse en 1590 Léonore le Long et maintenu dans sa noblesse le 13 février 1599 par arrêt des commissaires départis par le roi pour le régalement des tailles en la généralité de Lyon. Cette branche s'est éteinte en 1852.

## Noblesse
La famille de Charpin est anoblie par lettres patentes de novembre 1446. Ses membres sont exemptés de la taille par arrêt du 10 septembre 1478 et maintenus nobles le 27 octobre 1667 par jugement de l’intendant Dugué. Deux sœurs font leurs preuves de noblesse pour leurs admissions aux demoiselles de Saint-Cyr en 1743 et 1748.

## Généalogie simplifiée
Les filiations de cette famille données notamment dans les ouvrages d'Antoine de La Tour de Varan (1854), de Gustave Chaix d'Est-Ange et d'Henri Jougla de Morenas (1938) permettent de reporter la généalogie simplifiée suivante :
- Barthélemy Charpin, notaire royal à Saint Symphorien-le-Chatel, mentionné en 1383 et 1391.
  - Jean Charpin, notaire royal à Saint Symphorien-le-Chatel, marié  en 1437 à Isabeau de Mays, anobli avec son fils Jean en 1446.
    - Pierre Charpin, seigneur de Montellier, épouse en 1487 Gabrielle de Lemps.
      - Jean Charpin, seigneur de Montellier et de L'espinasse, marié en 1518 à Françoise de Laurencin.
        - Jean Charpin, écuyer, seigneur de Montellier et de L'espinasse, marié en 1542 à Antoinette de Rostaing.
          - François Charpin († vers 1586), écuyer, seigneur de Montellier et de Lespinasse Mestre de camp d’un régiment de dix compagnies françaises pour le duc de Savoie, il fournit au duc 800 hommes pour son service. En 1572, il épouse Jeanne de Damas.
            - Pierre Charpin épouse en 1613 Renée Papon de Goutelas.
              - Balthazard de Charpin épouse en 1642 Louise de Villars.
                - Pierre Hector de Charpin (1648-1713) épouse en 1676 Catherine Angélique Capponi, dame de Feugerolles.
                  - Louis-Hector de Charpin (baptisé le 13 février 1685 à Saint-Étienne (église Notre-Dame) - 3 juillet 1744 à Feugerolles), officier, chevalier de l'ordre de Saint-Louis. En 1722, il épouse Marie-Polixène de Riverie de La Rivière.
                    - Jean Baptiste Michel de Charpin (vers 1726 - 16 février 1792 au château de La Rivière à Villechenève), chevalier, officier dans le régiment de Picardie, membre de l'assemblée provinciale du Lyonnais, député de la noblesse de Saint-Etienne, colonel de la Garde Nationale le 14 juillet 1791. Le 24 juillet 1753 à la chapelle du château des Bruneaux à Firminy, il épouse Marie Anne Anselmet des Brunaux.
                      - Alexandre Louis Jérôme de Charpin (30 septembre 1759 au château des Bruneaux à Firminy - 12 septembre 1801 au même lieu). Emprisonné le 20 octobre 1793 à Saint-Étienne, il allait être dirigé sur Feurs pour être exécuté, lorsque les habitants de Firminy et du Chambon se portèrent en grand nombre aux prisons en criant « Rendez-nous le père du peuple! ». Cette manifestation prit des proportions telles, que le représentant du peuple Javogues le fit mettre immédiatement en liberté sous la condition de lui livrer l’argenterie du château de Feugerolles. Il put ainsi voir passer la tourmente révolutionnaire. Le 28 octobre 1777 à Lyon, il épouse Suzanne d'Albon.
                        - André Camille de Charpin-Feugerolles (7 juin 1787 à Firminy - 15 novembre 1824 à Nandy). Chef d'escadron, il combat à la bataille d'Austerlitz. Il est décoré de l'ordre national de la Légion d'honneur, de l'ordre de Saint-Jean de Jérusalem, de l'ordre de Malte le 17 février 1815. Le 28 septembre 1815 à Nandy, il épouse Pauline Adélaïde de Perthuis.
                          - Hippolyte de Charpin-Feugerolles (11 septembre 1816 à Lyon - 9 mars 1894 à Chambon-Feugerolles). Maire de Chazeau, député bonapartiste de la Loire (1857-63 et 1869-70), membre du conseil général de la Loire. En 1870, il vote la déclaration de guerre contre la Prusse et rentre dans la vie privée au 4 septembre[5]. Chevalier de l'ordre de Malte le 9 mars 1838. Érudit, il préside l'Académie de Lyon, la Société historique et archéologique de Lyon, la Société des bibliophiles lyonnais. Il est vice-président de la Diana. Il est l'auteur de plusieurs ouvrages historiques.

    - Simon Charpin, homme d'armes de la compagnie de Lyonnais. En 1479, il épouse Germaine de La Forge, dame de Genétines.
      - Gaspard Charpin épouse en 1525 Jeanne d'Angérieux.
        - François Charpin épouse  Gilberte de Verny d'Arbouze.
          - Michel de Charpin épouse en 1590 Eléonore Le Long.
            - Jacques de Charpin épouse Claudine de Fay.
              - Jean de Charpin de Genétines épouse Marie de La Rivoire.
                - Antoine de Charpin de Genétines, évêque de Limoges en 1706.

## Armes

branche de Feugerolles.

Gustave Chaix d'Est-Ange indique D'argent à une croix ancrée de gueules; au franc-quartier d'azur chargé d'une molette d'or et précise que la branche de Feugerolles, écartèle ces armes de celles de la famille de Capponi de Feugerolles tranché de sable et d'argent. Arnaud Clement indique Écartelé : aux I et IV d’argent à la croix ancrée de gueules, au franc canton d’azur chargé d’une étoile d’or ; aux II et III tranché de sable et d’argent.

## Alliances
Les principales alliances de la famille sont : de Rostaing, de Damas (1572), de Villars (1642), de Chavagnac (1699), de Capponi de Feugerolles (1696), d'Albon (1777) de Perthuis (1815), de Nettancourt (1845), Guignard de Saint-Priest (1862), d'Agoult (1885), de Veyny d'Arbouse (1557), de Fay de la Tour-Maubourg (1625), de la Rivoire (1657), de la Taille des Essarts (1717), de Loras (1750), de La Fare (1719), de Belvezer-Jonchères (1683), de Laurencin 1518, etc.

## Pour approfondir